# Honey (film fra 2025)
Honey er en dansk børne-/ungdomsfilm fra 2025, der er instrueret af Natasha Arthy, der også har skrevet manuskriptet sammen med Mette Eike Neerlin, over hvis prisvindende bog Hest, Hest, Tiger, Tiger filmen er frit bygget. Selma Sol í Dali Pape har hovedrollen som Honey, og Jesper Christensen spiller hendes sure morfar.
Flere anmeldere hæftede sig ved, at Arthy, Neerlin og Pape også havde samarbejdet i forbindelse med DR's julekalender Julefeber i 2020, og at meget af det, der udmærkede denne julekalender, også optrådte i Honey. Det gjladt således forældre, der følelsesmæssigt og økonomisk var ude at svømme, og en nybagt teenager, der bøvlede med at passe ind, samt en stærk tro på venskabets forandrende kraft. På samme måde blev Jesper Christensens rolle som den vrantne morfar, der tør op, sammenlignet med hans tidligere spil i hovedrollen i filmen Bænken fra 2000, som han modtog en Bodil for.

## Handling
13-årige Honey er startet i en ny klasse. Hun er genert og lyver om sig selv og sin kaotiske familie. Honey elsker at spille musik og er rigtig god, men der er ingen, der ved det. Da hun opdager, at hendes musikglade, men angiveligt døde morfar Marcel måske ikke er død alligevel, beslutter hun sig for at finde ham.

## Medvirkende
- Selma Sol í Dali Pape som Honey
- Jesper Christensen som morfar Marcel
- Sidsel Boel Kruse som Mikala
- Lene Maria Christensen som Honeys mor
- Simon Bennebjerg som Honeys far

## Modtagelse

### Danmark
Filmmagasinet Ekko gav filmen fem stjerner ud af seks mulige og mente, at Arthys film kunne blive starten på en ny guldalder for danske børnefilm. Filmen lagde sig efter anmelderens mening på én gang i den lange tradition for socialrealistiske børnefilm og var samtidig en film af sin egen tid. Berlingske skrev, at filmen var sjov og godhjertet, men at det var meget upassende at gøre hashhandel til noget, man "loller" over, og gav filmen tre stjerner. Politiken gav ligeledes tre hjerter. I dagbladet Information var anmelderen mere positiv og skrev, at det ikke var hvert år, der kom en ny dansk børnefilm, som var lige så god som Honey. Anmelderen mente også, at filmen cementerede Natasha Arthys status som den bedste danske børnefilminstruktør i 2025. Også Jyllands-Postens anmelder var positiv og tildelte fem stjerner.